# Моносзон, Леон
Леон Моносзон (фр. Léon Monosson, 21 декабря 1892, Щедрин, Гродненская губерния — 17 февраля 1943, Освенцим) — российский и французский шахматист еврейского происхождения. Чемпион Парижа (1935).

## Биография
Родился в штетле на территории современной Белоруссии. Учился и жил в Петербурге. Участвовал в турнирах Петербургского шахматного собрания. Самая известная партия этого периода — партия с Г. Я. Левенфишем из турнира 1912 года. Будущий гроссмейстер и двукратный чемпион СССР пожертвовал ладью. Моносзон не смог рассчитать варианты до конца, отклонил жертву и вскоре получил мат. Как доказал Левенфиш, принятие жертвы при точной игре вело к ничьей:
«Гусарская партия, доставившая удовольствие зрителям» (Г. Я. Левенфиш).
Моносзон жил в Петербурге / Петрограде до 1921 года.
После эмиграции во Францию Моносзон участвовал в парижских соревнованиях. Неоднократно он принимал участие в чемпионатах города. В 1938 и 1940 гг. Моносзон играл в проводившихся в столице Франции международных турнирах.
После оккупации Франции немецкими войсками был арестован и погиб в концентрационном лагере.

## Спортивные результаты
| Год  | Город     | Соревнование                                     | + | − | = | Результат | Место |
| ---- | --------- | ------------------------------------------------ | - | - | - | --------- | ----- |
| 1912 | Петербург | Зимний турнир петербургского шахматного собрания |   |   |   |           | [ 2 ] |
| 1921 | Петроград | Турнир петроградского шахматного собрания        |   |   |   |           | 10    |
| 1928 | Париж     | Чемпионат Парижа                                 |   |   |   |           | 5     |
| 1935 | Париж     | Чемпионат Парижа                                 |   |   |   |           | 1     |
| 1938 | Париж     | Международный турнир                             | 7 | 3 | 4 | 9 из 14   | 5     |
| 1940 | Париж     | Международный турнир                             |   |   |   |           | [ 5 ] |